# كتب عبر البحار
كتب عبر البحار هي حركة أدبية وثقافية بدأت سنه 1940؛ نتيجة لتوقف تجارة الكتب المطبوعة عبر المحيط الأطلسي. وفي ذلك الوقت، كان هناك حظر استيراد وتصدير السلع الغير ضرورية إلى بريطانيا، لإخلاء مساحة الشحن لمزيد من السلع الأساسية. تأسست كتب عبر البحار في عام 1940 من قبل (بياترس وارد) للمساعدة في تعويض الدعاية النازية بين المغتربين الأمريكيين الآخرين الذي بقوا في لندن بعد سقوط فرنسا. لقد رتبت بياتروس وارد عن طريق والدتها لاي لامبيرتون بيكر المحررة الأدبية للحصول على نسخة من أهم 70 عنوانا أمريكيا جديدا ليتم استيراده عن طريق أمتعة الأصدقاء. تم عرض هذه النسخ في مكاتب الأميركية في المخفر البريطاني للجنة الدفاع عن أمريكا بمساعدة الحلفاء. تم إرسال هدية مماثلة من الكتب البريطانية المماثلة إلى أمريكا تم اختيار الكتب بعناية لتعكس الحياة في البلدان وتضمنت الألقاب التعليمية قامت المدارس بإرسال وتجميع سجل البيانات التي توضح الحياة اليومية للأطفال. سرعان ما شوهد أن الكتب كانت سفيرة للنوايا الحسنة، وأنشئت منظمة رسمية لإدارتها ولها فروع في بريطانيا (في لندن وادنبره) وأمريكا (في نيويرك وبوسطن) أولا برئاسة البرفسور ارثر نيول وبعد فترة وجيزة من قبل توماس ستيرنز اليوت بحلول عام 1944. تم استلام حوالي 2000 مجلد في لندن و1600 ومجلد في نيويورك عملت الفروع أيضا كمراكز استقصاء حول الحياة في الدول الأخرى بعد الحروب في فبراير من عام 1946 تم تقديم مجموعة (الكتب اللندنية) كتب لندن إلى فرع بشارع اودلي في مكتبات مدينة ويستمنتر في حفل حضرته السيدة اليانور روزفلت تم اعتماد كتب عبر البخار رسميا من قبل اتحاد الناطقين بالإنجليزية في عام 1947 والذي لا يزال يديرها مما يوسع نطاقه ليشمل البلدان الأخرى